# 5-альфа-редуктаза
5-альфа-редуктаза — фермент человека, участвующий в стероидогенезе. В геноме человека содержится три гена, кодирующих разные изоформы 5-альфа-редуктазы: SRD5A1 и SRD5A2, SRD5A3, они расположены соответственно на пятой и второй хромосомах.
Дефицит 5-альфа-редуктазы у людей с XY-хромосомами мешает вирилизации и является интерсекс-состоянием.

## Функции
5-альфа-редуктаза преобразует мужской половой гормон тестостерон в более сильнодействующий андроген дигидротестостерон, а также участвует в образовании нейростероидов аллопрегнанолона и THDOC.

## Клиническое значение
Фермент производится во многих тканях мужчин и женщин, особенно в репродуктивном тракте, в коже (в том числе в волосяных фолликулах), в семенных пузырьках, в простате, а также в нервной системе.
Мутации гена SRD5A2 вызывают псевдовагинальную перинеоскротальную гипоспадию (OMIM 264600), состояние, при котором во время полового созревания у субъекта, имеющего женские первичные половые признаки, начинает ломаться голос, оволосение проявляется по мужскому типу, а клитор сильно увеличивается.
Ингибиторы 5-альфа-редуктазы используют в терапии облысения и гиперплазии простаты. Примечательно, что среди возможных побочных эффектов этих препаратов присутствует депрессия. Это связывают со снижением производства нейростероидов аллопрегнанолона и THDOC. 
Ингибиторы 5α-редуктазы повышают уровень тестостерона (блокируя один из путей его метаболического потребления) и  эстрадиола (увеличивая количество субстрата (тестостерона), доступного ароматазе).

Стероидогенез у человека